# Sutton Bridge
Sutton Bridge är en ort och civil parish i Storbritannien.   Den ligger i grevskapet Lincolnshire och riksdelen England, i den sydöstra delen av landet, 140 km norr om huvudstaden London. Sutton Bridge ligger 6 meter över havet och antalet invånare är 3 119.
Terrängen runt Sutton Bridge är mycket platt. Runt Sutton Bridge är det ganska tätbefolkat, med 90 invånare per kvadratkilometer. Närmaste större samhälle är Wisbech, 11,6 km söder om Sutton Bridge. Trakten runt Sutton Bridge består till största delen av jordbruksmark.